# Canton du Sel-de-Bretagne
Le canton du Sel-de-Bretagne est une ancienne division administrative française, située dans le département d'Ille-et-Vilaine et la région Bretagne.

## Composition
Le canton du Sel-de-Bretagne regroupe les communes suivantes :
| Nom                            | Code Insee | Intercommunalité                      | Superficie (km2) | Population (dernière pop. légale) | Densité (hab./km2) |
| ------------------------------ | ---------- | ------------------------------------- | ---------------- | --------------------------------- | ------------------ |
| Le Sel-de-Bretagne (chef-lieu) | 35322      | CC Bretagne Porte de Loire Communauté | 8,10             | 1 044 (2014)                      | 129                |
| La Bosse-de-Bretagne           | 35030      | CC Bretagne Porte de Loire Communauté | 10,21            | 638 (2014)                        | 62                 |
| Chanteloup                     | 35054      | CC Bretagne Porte de Loire Communauté | 17,53            | 1 814 (2014)                      | 103                |
| La Couyère                     | 35089      | CC Bretagne Porte de Loire Communauté | 11,72            | 510 (2014)                        | 44                 |
| Lalleu                         | 35140      | CC Bretagne Porte de Loire Communauté | 15,47            | 598 (2014)                        | 39                 |
| Le Petit-Fougeray              | 35218      | CC Bretagne Porte de Loire Communauté | 8,95             | 895 (2014)                        | 100                |
| Saulnières                     | 35321      | CC Bretagne Porte de Loire Communauté | 10,34            | 717 (2014)                        | 69                 |
| Tresbœuf                       | 35343      | CC Bretagne Porte de Loire Communauté | 25,33            | 1 263 (2014)                      | 50                 |

## Histoire
- De 1833 à 1848, les cantons de Guichen et du Sel-de-Bretagne avaient le même conseiller général. Le nombre de conseillers généraux était limité à 30 par département[2].

## Représentation

### conseillers généraux de 1833 à 2015
| Période      | Période      | Identité                                       | Étiquette    | Qualité                                                                                                 |
| ------------ | ------------ | ---------------------------------------------- | ------------ | --- |
| 1833         | 1841 (décès) | Charles Le Ray (1777-1841)                     |              | Ancien banquier, propriétaire à Rennes                                                                  |
| 1842         | 1848         | Armand Jean-Baptiste Séverin Gazon (1781-1863) |              | Géomètre, maire de Bourg-des-Comptes (1833-1854)                                                        |
| 1848         | 1864         | Hippolyte Joseph Julien Branger                |              | Juge de paix au Sel-de-Bretagne                                                                         |
| 1864         | 1871         | Armand Gaultier de La Guistière                | Centre droit | Docteur en droit Maire de Rennes - Député (1863-1870) Président du Conseil Général                      |
| 1871         | 1921 (décès) | René Joseph Brice                              | FR           | Avocat à Rennes Député (1871-1889 et 1893-1921) Adjoint au Maire de Rennes Président du Conseil Général |
| 1921         | 1928         | Georges Bret                                   | URD          | Docteur en droit à Paris, député d'Ille-et-Vilaine (1924-1942)                                          |
| 1928         | 1940         | Jean-Marie Douessin                            | RG           | Cultivateur Maire de Lalleu                                                                             |
|              |              |                                                |              | |
| 1945         | 1956 (décès) | Jean-Marie Douessin                            | Rad.         | Cultivateur Maire de Lalleu                                                                             |
| 10 juin 1956 | 1998         | André Hupel                                    | DVD          | Notaire - Adjoint au maire du Sel-de-Bretagne                                                           |
| 1998         | 2004         | Annie Moutel                                   | DVD          | Agricultrice - Maire de Tresbœuf.                                                                       |
| 2004         | 2015         | Gilbert Ménard                                 | DVG          | Professeur - Maire du Sel-de-Bretagne (2001-2020)                                                       |

### Résultats électoraux
Élections cantonales, résultats des deuxièmes tours :
- Élections cantonales de 2004 : 55,01 % pour Gilbert Ménard (DVG), 43,92 % pour Annie Moutel (DVD), 1,08 % pour Loïc Lefeuvre (Écologiste), 74,95 % de participation[5].
- Élections cantonales de 2011 : 79,73 % pour Gilbert Ménard  (DVG), 20,27 % pour Max Collong (UMP), 42,35 % de participation[6].

### Conseillers d'arrondissement (de 1833 à 1940)
| Période                                  | Période      | Identité                            | Étiquette              | Qualité |
| ---------------------------------------- | ------------ | ----------------------------------- | ---------------------- | --- |
| 1833                                     | 1839         | Pierre Julien Bréal                 |                        | Propriétaire à Saulnières                                                                                   |
| 1839                                     | 1845         | Barthélemy Ange Havard              |                        | Avocat à Janzé                                                                                              |
| 1845                                     | 1848         | Guillaume Antoine Jouin (1774-1853) |                        | Propriétaire à Saulnières                                                                                   |
|                                          |              |                                     |                        | |
| av.1883                                  |              | M. Gastel                           |                        | Greffier de la justice de paix, puis juge de paix                                                           |
|                                          |              |                                     |                        | |
| 1901                                     | 1919         | M. Martin                           | Républicain modéré -RG | |
| 1919                                     | 1935 (décès) | Pierre Pilard                       | Libéral                | Propriétaire à Saulnières, maire de Lalleu                                                                  |
| 1935                                     | 1940         | Aristide Macé                       | Radical                | Maire de Chanteloup                                                                                         |
| 1940                                     |              |                                     |                        | Les conseils d'arrondissement ont été suspendus par la loi du 12 octobre 1940 et n'ont jamais été réactivés |
| Les données manquantes sont à compléter. |              |                                     |                        | |

## Démographie
| 1968  | 1975  | 1982  | 1990  | 1999  | 2006  | 2011  | 2012  |
| ----- | ----- | ----- | ----- | ----- | ----- | ----- | ----- |
| 4 549 | 4 230 | 4 369 | 4 460 | 4 796 | 6 094 | 7 145 | 7 255 |